# Жаир да Роза Пинто
Жаир да Роза Пинто (порт. Jair da Rosa Pinto; 11. март 1921 — 28. јули 2005), познатији као Жаир, је био бразилски фудбалер и играо је на позицији офанзивног везног нападача. Жаир је био један од водећих бразилских фудбалера 1940-их и 1950-их, који се највише памти по наступу у кампањи Бразила на светском првенству 1950 и на Копа Америка 1945. у Бразилу, 1946. у Чилеу и 1949. у Аргентини . Жаир је био познат по свом стилу игре слободних улога и био је најпознатији по свом темпу и техничким способностима.

## Историја
Жаир је рођен 21. марта 1921. године у Кватису, Рио де Жанеиро, фудбалску каријеру је започео као играч средине терена у фудбалском клубу Мадуреира из Рија 1938. године. Свој деби у репрезентацији Бразила је направио само две године касније 5. марта 1940. на утакмици против Аргентина. Бразил је ову утакмицу изгубио са 6:1. једини гол за Бразил је постигао управо Жаир, што је био први од двадесет и четири које је постигао за репрезентацију
Једну од најбољих утакмица током четрдесетих за репрезентацију је одиграо против Уругваја. На тој пријатељској утакмици је постигао хет трик. Током четрдесетих је играо за репрезентацију Бразила на три првенства Јужне Америке и то 1945, 1946. и 1949. године, када је репрезентација Бразила и освојила првенство, док 1945. и 1946. завршила на другом месту.
Педесете године су биле најзрелије Жаирове године. Заједно са Зизињом и Адемиром предводио је бразилки тим. Са таквом позитивном енергијом су дочекали 1950. Светско првенство, које се одржавало у Бразилу. Цео турнир Бразил је одиграо добро и предвожени триом Жаир, Зизињо и Адемир су постигли 22 гола у шест одиграних утакмица пре него што су пали против Уругваја у утакмици која је, заправо, била финале Светског првенства - утакмица у којој је Жаир погодио стативу током ране доминације Бразила, али није могао учинити ништа да спречи Уругвај да се опорави од раног гола Фриаке и да тријумфује 2-1 и 200.000 навијача са стадиона Маракане, који је био изграђен  за Светско првенство, пошаље кући разочаране.

## Достигнућа

### Клупска достигнућа
- Шампионат Кариока 1945.
- Шампионат Паулиста 1950.; 1956.; 1958.; 1960.;
- Турнир Рио−Сао Пауло 1951.; 1959
- Купа Рио 1951.

### репрезентативна достигнућа
- Светско првенство 1950. – Финалиста
- Копа Америка 1949. – Победник

### Individual
- Најбољи стрелац: 1949.
- Ушао у састав ајбољег тима првенства: 1950.